# Dannij van der Sluijs
Dannij van der Sluijs (Haarlem, 24 september 1963) is een voormalige senator en Provinciale Statenlid voor de Partij voor de Vrijheid (PVV).

## Carrière
Sinds 10 maart 2011 is Van der Sluijs lid van de Provinciale Staten van Noord-Holland. Tot begin 2016 was hij fractievoorzitter. Van 2017 tot 2019 was hij tevens lid van de Eerste Kamer. In 2017 was Van der Sluijs al lijstduwer voor de Tweede Kamerverkiezingen van 15 maart 2017.
Van der Sluijs kwam in het nieuws toen hij na de Europese verkiezingen in 2019 een tweet retweette die Geert Wilders opriep om te vertrekken als partijleider, na de slechte resultaten van de partij.
Bij de Tweede Kamerverkiezingen 2021 stond Van der Sluijs op plek 3 van de kandidatenlijst van OPRECHT.
- Parlement.com: vkbph9hx6vid